# Mackay (Schiff)
Die Mackay, auch HMS Mackay (Kennung: FA6 / D70 / I70), war ein Zerstörer (Flottillenführer) der Scott-Klasse der britischen Marine, der von 1919 bis 1945 in Dienst stand.

## Geschichte

### Bau und Zwischenkriegszeit
Der Bauauftrag für die spätere Mackay wurde noch während des Ersten Weltkrieges, als Einheit der Scott-Klasse, an die Werft Cammell, Laird in Birkenhead vergeben. Diese legte den Rumpf am 5. März 1918 auf Kiel und der Stapellauf erfolgte am 21. Dezember 1918. Die Indienststellung erfolgte am 19. Mai 1919.
In der Zwischenkriegszeit wurde das Boot bei der Mittelmeer- und Atlantik-Flotte eingesetzt. Ab 1938 kam der Zerstörer zur 2. U-Boot-Flottille der Home Fleet.

### Zweiter Weltkrieg
Nach dem Kriegsausbruch wurde die Mackay als Flottillenführer der 11. Zerstörer-Flottille in Plymouth zugeteilt, die mit den Zerstörern Vanquisher, Vansittart, Vimy, Walker, Warwick, Whirlwind und Winchelsea der V- und W-Klasse den Kanalausgang und die südwestlichen Zufahrtswege zu den Britischen Inseln sicherte. Ende Mai 1940 verlegte die Mackay nach Dover, um an der Evakuierung von Dünkirchen (Operation Dynamo) teilzunehmen. Auf ihrer ersten Fahrt am 26. brachte sie 581 Soldaten nach Dover. Nach einer weiteren erfolgreichen Fahrt am folgenden Tag kollidierte sie am 28. Mai mit dem Schwesterschiff Montrose vor Dünkirchen und lief auf Grund. Die beschädigten Schrauben mussten im Dock repariert werden, so dass das Boot erst bei der Evakuierung von Brest (Operation Cycle) wieder eingesetzt werden konnte.
Im Juli 1940 wurde die Mackay dann der 16. Zerstörer-Flottille in Harwich zur Sicherung der Küstengeleite zugeteilt, wo sie fast durchgängig bis zum Kriegsende verblieb. Beim Kanaldurchbruch der deutschen schweren Einheiten am 12. Februar 1942 befand sie sich mit den bei Campbell genannten Einheiten zu einer Übung in See und die sechs Boote griffen die Deutschen erfolglos an. Nur die Worcester wurde bei dem Angriff schwer getroffen (17 Tote, 45 Verletzte, zeitweise bewegungsunfähig).
Von März bis August 1942 erfolgte der Umbau der Mackay zu einem short range escort mit einer erneuten Modernisierung der Radar- und Feuerleitanlage und verbesserten Flugabwehrwaffen. Das Buggeschütz wurde auch auf ihr durch einen vom Heer entwickelten 6 pdr-Zwillingsturm ersetzt. Die Mackay kam auch wie etliche ihrer Schwesterboote bei der Sicherung des Geleitzuges PQ 18 im Nordmeer zum Einsatz. Am 23. Oktober 1943 versenkte sie mit dem Zerstörer Worcester und dem Geleitzerstörer Pytchley ein deutsches Vorpostenboot und zwei Schnellboote (S 88 der 4. Schnellboot-Flottille sank mit dem Flottillenchef, Korvettenkapitän Werner Lützow). Bis zum April 1944 blieb sie in der Nordsee zur Sicherung des Küstenverkehrs und zur Abwehr leichter deutscher Seestreitkräfte im Einsatz, um dann auch eine Geleitgruppe mit einem Zerstörer und zwei Korvetten zur Sicherung der Landungsstreitkräfte in der Normandie zu bilden. Im Juli 1944 kehrte sie wieder zum Nordsee-Dienst zurück. Ab Mai 1945 kam die Mackay bei der Besetzung norwegischer Häfen und unterstützte so beispielsweise die Minensucher vor Drontheim. Im August 1945 wurde das Boot außer Dienst gestellt und im Februar 1947 zum Abbruch verkauft, der in Charlestown erfolgte.